# Гребень (украшение)
Гре́бень (праслав. *grebti «чесать») — индивидуальный предмет быта и одновременно аксессуар, состоящий из основы и нескольких зубчиков, используемый как в качестве расчески, так и в качестве украшения женской причёски (заколки). В таком качестве гребень выступает элементом традиционных костюмов многих народов. Однако необходимо отметить, что наличие декоративного навершия или орнамента ещё не обязательно указывает на то, что предмет использовался как украшение.

## Европа
Крупный декоративный гребень (исп. peineta) является частью испанского национального костюма как минимум с XIX века, хотя известны и более ранние свидетельства его использования. Крупная пейнета носится с мантильей, гребень меньших размеров может использоваться отдельно, как часть национального женского костюма. Пейнета крепилась к причёске вертикально и частично скрывалась под полупрозрачной мантильей, изготавливавшейся чаще всего из чёрного кружева.
Изначально пейнеты изготавливались из панциря черепахи, однако в настоящее время в связи с угрозой вымирания некоторых видов черепах, гребни преимущественно изготавливаются из пластмассы, традиционно имитирующей цвет и текстуру панциря. По форме классические пейнеты, как правило, скругленные, квадратные или прямоугольные, высотой до полутора — двух десятков сантиметров.
В 1830-е годы украшения в виде гребня входят в общеевропейскую моду, что нашло отражение на портретах той эпохи. Гребни, как правило, вертикально вставлялись в объёмный пучок на затылке или на макушке, зрительно увеличивая высоту причёски, и, соответственно, дамы. Гребни, не предназначенные для расчёсывания волос, имеют меньшее количество зубчиков, чем более функциональные аналоги. Классическая пейнета, как правило, имеет 5—6 зубчиков; минимально декоративные гребни могут иметь два или три зубчика.
Европейские декоративные гребни XIX—XX веков отходят от формы и материалов, наиболее типичных для испанской пейнеты. Драгоценные гребни изготавливались из золота, серебра, слоновой кости, перламутра, нефрита, особых пород дерева и других ценных материалов, и украшались резьбой, чеканкой, инкрустацией и т. д. На рубеже веков популярностью пользовались декоративные гребни в господствовавшем тогда стиле ар-нуво.
- А.П. Брюллов. Портрет Софьи Александровны Волковой, 1831. Сложную причёску вида «аполлонов узел» венчает гребень-пейнета
- Карл Гампельн. Талызина Ольга Николаевна (1803—1882)
- Декоративный гребень, серебрение, искусственный жемчуг, рог. Швеция, 1870—90-е
- Декоративный гребень в стиле ар-нуво, Париж, ок. 1902
- Хулио Ромеро де Торрес. Ракель Мельер в испанском традиционном костюме, 1920-е

## Азия
Декоративные гребни являются частью традиционных женских костюмов некоторых восточных культур, в том числе Китая, Японии и Вьетнама.

### Япония
Японские женщины начали украшать свои причёски большим количеством шпилек и гребней во второй половине периода Эдо, то есть, в 1700-х годах. Японские традиционные женские головные украшения называются кандзаси и состоят из гребня (куси) и многочисленных лент, шпилек, бусин и искусственных цветов. В период Эдо проститутки (ойран и таю) носили более роскошные и пышные украшения, чем простолюдинки, чтобы таким образом выделяться на их фоне. Ойран и таю носили полученные в подарок от клиентов кандзаси. Купцы ввели моду на три гребня в причёсках ойран, а также на черепаховые украшения. Самыми дорогими были полупрозрачные желтоватые украшения из панциря без изъянов (точек). Гейши всегда носили более скромные кандзаси (обычно один гребень и одну шпильку), современные таю продолжают носить по три гребня и многочисленные кандзаси. Ученицы гейш также носят один гребень, но часто украшенный, и несколько разных шпилек.
Куси служит для поддержания причёски, чаще всего его изготавливают из черепахового панциря или лакированного дерева с росписью и декорированием серебряным порошком. Верхняя кромка гребня обычно не украшается, либо на неё наклеивают искусственные цветы из шёлка. Европейский гребень значительно отличается от куси узким верхом. Ещё одно отличие заключается в том, что у японских гребней нет зубьев по бокам, это следствие разделения японских причёсок на части: лобная, боковые, теменная, затылочная; куси должен их соединять. Поскольку в японском языке название гребня омонимично слову, означающему смерть, куси, в отличие от остальных кандзаси, редко становится подарком.